# アワビタケ
アワビタケ（学名: P. eryngii var. tuoliensis CJ.Mou）は、ヒラタケ科、ヒラタケ属の菌類。ヒラタケの近縁種であるオオヒラタケの栽培種。食用キノコの一種で、別名パイリング（白灵茹）、和名ではハクレイタケ（白嶺茸・白霊茸）やユキレイタケ（雪嶺茸）ともよばれる。強い香りとコリコリとした食感を持つ。アワビのもつ食感と似ているため、このように名付けられた。日本原産ではなく、中国新疆ウイグル自治区の天山山脈に自生する希少キノコで、日本には近年入ってきて長野県で僅かに栽培されている。傘の直径は3 - 10センチメートル。
過去には学名を Pleurotus nebrodensis としていた例があるが、Pleurotus nebrodensis はイタリアのシチリア島北部にのみ見られる絶滅危惧種である。本種と Pleurotus nebrodensis は交雑も可能な近い関係であるが、本種は中国発祥で別の変種とされる。エリンギの変種である。
中華料理、天ぷら、バター炒めなどにする。ソテーなどして、コリコリした歯ごたえを楽しむ調理に向いている。